# Torneo Finalización 2005 (Colombia)
El Torneo Finalización 2005 fue la sexagésima segunda edición de la Categoría Primera A de fútbol profesional colombiano, siendo el segundo torneo de la temporada 2005. Comenzó el domingo 10 de julio y finalizó el domingo 18 de diciembre.

## Cobertura por televisión
Para el Torneo Finalización los derechos de transmisión por TV cerrada estuvieron a cargo de las cableoperadoras DirecTV (quien en ese año se fusionó con Sky) y TV Cable. Para TV abierta estuvo a cargo el Canal RCN, transmitiendo un partido por fecha.
Como dato curioso, para la transmisión de la final del torneo por RCN (tanto el juego de ida como el de vuelta), estuvo como relator principal el famoso relator argentino Marcelo Araujo, quien estuvo al lado de Carlos Antonio Vélez.

## Sistema de juego
En la primera etapa se jugaron 18 fechas bajo el sistema de todos contra todos, al término de los cuales los ocho primeros clasificados fueron acomodados en los cuadrangulares semifinales (en el A los pares y en el B los impares). Los ganadores de cada grupo se enfrentaron en diciembre para decidir al campeón del torneo, que obtendrá un cupo a la fase de grupos de la Copa Libertadores 2006.

## Datos de los clubes
| Equipo                 | Ciudad       | Estadio                        | Aforo  |
| ---------------------- | ------------ | ------------------------------ | ------ |
| América de Cali        | Cali         | Olímpico Pascual Guerrero      | 36.195 |
| Atlético Bucaramanga   | Bucaramanga  | Alfonso López                  | 16.000 |
| Atlético Huila         | Neiva        | Guillermo Plazas Alcid         | 9.000  |
| Atlético Nacional      | Medellín     | Atanasio Girardot              | 48.000 |
| Boyacá Chicó           | Tunja        | La Independencia               | 10.000 |
| Deportes Quindío       | Armenia      | Centenario                     | 20.000 |
| Deportes Tolima        | Ibagué       | Manuel Murillo Toro            | 20.000 |
| Deportivo Cali         | Cali         | Olímpico Pascual Guerrero      | 36.195 |
| Deportivo Pasto        | Pasto        | Departamental Libertad         | 20.700 |
| Deportivo Pereira      | Pereira      | Hernán Ramírez Villegas        | 36.313 |
| Envigado F. C.         | Envigado     | Polideportivo Sur              | 10.000 |
| Independiente Medellín | Medellín     | Atanasio Girardot              | 48.000 |
| Junior                 | Barranquilla | Metropolitano Roberto Meléndez | 48.000 |
| Millonarios            | Bogotá       | Nemesio Camacho El Campín      | 36.018 |
| Once Caldas            | Manizales    | Palogrande                     | 36.553 |
| Real Cartagena         | Cartagena    | Estadio Pedro de Heredia       | 6.000  |
| Independiente Santa Fe | Bogotá       | Nemesio Camacho El Campín      | 36.018 |
| Unión Magdalena        | Santa Marta  | Eduardo Santos                 | 10.000 |

## Todos contra todos

### Clasificación
Actualizado al 6 de noviembre de 2005.
| Pos | Equipo                 | Pts | PJ | PG | PE | PP | GF | GC | Dif |
| --- | ---------------------- | --- | -- | -- | -- | -- | -- | -- | --- |
| 1.  | Deportivo Cali         | 30  | 18 | 8  | 6  | 4  | 30 | 23 | 7   |
| 2.  | Independiente Medellín | 29  | 18 | 9  | 2  | 7  | 28 | 23 | 5   |
| 3.  | América de Cali        | 29  | 18 | 9  | 2  | 7  | 24 | 20 | 4   |
| 4.  | Deportivo Pereira      | 29  | 18 | 9  | 2  | 7  | 27 | 26 | 1   |
| 5.  | Junior                 | 29  | 18 | 9  | 2  | 7  | 22 | 27 | -5  |
| 6.  | Real Cartagena         | 29  | 18 | 8  | 5  | 5  | 26 | 19 | 7   |
| 7.  | Once Caldas            | 29  | 18 | 8  | 5  | 5  | 25 | 21 | 4   |
| 8.  | Independiente Santa Fe | 29  | 18 | 8  | 5  | 5  | 20 | 17 | 3   |
| 9.  | Deportes Tolima        | 27  | 18 | 8  | 3  | 7  | 24 | 18 | 6   |
| 10. | Atlético Bucaramanga   | 27  | 18 | 7  | 6  | 5  | 24 | 16 | 8   |
| 11. | Atlético Nacional      | 26  | 18 | 6  | 8  | 4  | 22 | 16 | 6   |
| 12. | Deportivo Pasto        | 25  | 18 | 7  | 4  | 7  | 20 | 18 | 2   |
| 13. | Deportes Quindío       | 25  | 18 | 7  | 4  | 7  | 18 | 19 | -1  |
| 14. | Millonarios            | 24  | 18 | 7  | 3  | 8  | 22 | 21 | 1   |
| 15. | Envigado F. C.         | 21  | 18 | 5  | 6  | 7  | 20 | 22 | -2  |
| 16. | Atlético Huila         | 16  | 18 | 4  | 4  | 10 | 18 | 32 | -14 |
| 17. | Boyacá Chicó           | 15  | 18 | 3  | 6  | 9  | 12 | 24 | -12 |
| 18. | Unión Magdalena        | 7   | 18 | 0  | 7  | 11 | 15 | 35 | -20 |

 Pts=Puntos; PJ=Partidos jugados; G=Partidos ganados; E=Partidos empatados; P=Partidos perdidos; GF=Goles a favor; GC=Goles en contra; DIF=Diferencia de gol
|  | Clasificado para los cuadrangulares semifinales. |
|  | Eliminado                                        |
|  | Descendido a la Categoría Primera B              |

### Resultados
| Fecha 1 - 10 de julio de 2005 | Fecha 1 - 10 de julio de 2005 | Fecha 1 - 10 de julio de 2005 | Fecha 1 - 10 de julio de 2005 |
| Fecha                         | Equipo local                  | Resultado                     | Equipo visitante              |
| ----------------------------- | ----------------------------- | ----------------------------- | ----------------------------- |
| 10 de julio                   | Pasto                         | 2 - 1                         | Tolima                        |
| 10 de julio                   | Quindío                       | 0 - 0                         | Santa Fe                      |
| 10 de julio                   | Real Cartagena                | 3 - 0                         | Once Caldas                   |
| 10 de julio                   | América de Cali               | 1 - 0                         | Atlético Nacional             |
| 10 de julio                   | Junior                        | 2 - 1                         | Unión Magdalena               |
| 10 de julio                   | Medellín                      | 0 - 1                         | Deportivo Cali                |
| 10 de julio                   | Pereira                       | 1 - 0                         | Bucaramanga                   |
| 10 de julio                   | Millonarios                   | 2 - 1                         | Envigado                      |
| 10 de julio                   | Huila                         | 3 - 0                         | Boyacá Chicó                  |

| Fecha 2 - 16 y 17 de julio de 2005 | Fecha 2 - 16 y 17 de julio de 2005 | Fecha 2 - 16 y 17 de julio de 2005 | Fecha 2 - 16 y 17 de julio de 2005 |
| Fecha                              | Equipo local                       | Resultado                          | Equipo visitante                   |
| ---------------------------------- | ---------------------------------- | ---------------------------------- | ---------------------------------- |
| 16 de julio                        | Deportivo Cali                     | 4 - 1                              | Junior                             |
| 17 de julio                        | Tolima                             | 2 - 0                              | Huila                              |
| 17 de julio                        | Boyacá Chicó                       | 0 - 2                              | Millonarios                        |
| 17 de julio                        | Envigado                           | 2 - 1                              | Pereira                            |
| 17 de julio                        | Bucaramanga                        | 4 - 0                              | Medellín                           |
| 17 de julio                        | Unión Magdalena                    | 1 - 3                              | América de Cali                    |
| 17 de julio                        | Atlético Nacional                  | 1 - 1                              | Real Cartagena                     |
| 17 de julio                        | Once Caldas                        | 1 - 0                              | Quindío                            |
| 17 de julio                        | Santa Fe                           | 2 - 0                              | Pasto                              |

| Fecha 3 - 23 y 24 de julio de 2005 | Fecha 3 - 23 y 24 de julio de 2005 | Fecha 3 - 23 y 24 de julio de 2005 | Fecha 3 - 23 y 24 de julio de 2005 |
| Fecha                              | Equipo local                       | Resultado                          | Equipo visitante                   |
| ---------------------------------- | ---------------------------------- | ---------------------------------- | ---------------------------------- |
| 23 de julio                        | Millonarios                        | 2 - 0                              | Huila                              |
| 24 de julio                        | Tolima                             | 2 - 1                              | Santa Fe                           |
| 24 de julio                        | Pasto                              | 0 - 0                              | Once Caldas                        |
| 24 de julio                        | Quindío                            | 1 - 1                              | Atlético Nacional                  |
| 24 de julio                        | Real Cartagena                     | 2 - 1                              | Unión Magdalena                    |
| 24 de julio                        | Junior                             | 0 - 0                              | Bucaramanga                        |
| 24 de julio                        | Medellín                           | 1 - 1                              | Envigado                           |
| 24 de julio                        | Pereira                            | 2 - 0                              | Boyacá Chicó                       |
| 24 de julio                        | América de Cali                    | 2 - 0                              | Deportivo Cali                     |

| Fecha 4 - 30 y 31 de julio de 2005 | Fecha 4 - 30 y 31 de julio de 2005 | Fecha 4 - 30 y 31 de julio de 2005 | Fecha 4 - 30 y 31 de julio de 2005 |
| Fecha                              | Equipo local                       | Resultado                          | Equipo visitante                   |
| ---------------------------------- | ---------------------------------- | ---------------------------------- | ---------------------------------- |
| 30 de julio                        | Once Caldas                        | 0 - 0                              | Santa Fe                           |
| 31 de julio                        | Millonarios                        | 2 - 0                              | Tolima                             |
| 31 de julio                        | Envigado                           | 3 - 0                              | Junior                             |
| 31 de julio                        | Boyacá Chicó                       | 2 - 1                              | Medellín                           |
| 31 de julio                        | Bucaramanga                        | 0 - 2                              | América de Cali                    |
| 31 de julio                        | Deportivo Cali                     | 2 - 2                              | Real Cartagena                     |
| 31 de julio                        | Unión Magdalena                    | 0 - 1                              | Quindío                            |
| 31 de julio                        | Atlético Nacional                  | 1 - 0                              | Pasto                              |
| 31 de julio                        | Huila                              | 1 - 2                              | Pereira                            |

| Fecha 5 - 3 de agosto de 2005 | Fecha 5 - 3 de agosto de 2005 | Fecha 5 - 3 de agosto de 2005 | Fecha 5 - 3 de agosto de 2005 |
| Fecha                         | Equipo local                  | Resultado                     | Equipo visitante              |
| ----------------------------- | ----------------------------- | ----------------------------- | ----------------------------- |
| 3 de agosto                   | Tolima                        | 3 - 1                         | Once Caldas                   |
| 3 de agosto                   | Santa Fe                      | 1 - 2                         | Atlético Nacional             |
| 3 de agosto                   | Pasto                         | 1 - 1                         | Unión Magdalena               |
| 3 de agosto                   | Quindío                       | 1 - 1                         | Deportivo Cali                |
| 3 de agosto                   | Real Cartagena                | 3 - 0                         | Bucaramanga                   |
| 3 de agosto                   | América de Cali               | 1 - 0                         | Envigado                      |
| 3 de agosto                   | Junior                        | 2 - 1                         | Boyacá Chicó                  |
| 3 de agosto                   | Medellín                      | 4 - 1                         | Huila                         |
| 3 de agosto                   | Pereira                       | 0 - 2                         | Millonarios                   |

| Fecha 6 - 6 y 7 de agosto de 2005 | Fecha 6 - 6 y 7 de agosto de 2005 | Fecha 6 - 6 y 7 de agosto de 2005 | Fecha 6 - 6 y 7 de agosto de 2005 |
| Fecha                             | Equipo local                      | Resultado                         | Equipo visitante                  |
| --------------------------------- | --------------------------------- | --------------------------------- | --------------------------------- |
| 6 de agosto                       | Millonarios                       | 1 - 0                             | Medellín                          |
| 7 de agosto                       | Pereira                           | 2 - 0                             | Tolima                            |
| 7 de agosto                       | Huila                             | 1 - 2                             | Junior                            |
| 7 de agosto                       | Boyacá Chicó                      | 1 - 0                             | América de Cali                   |
| 7 de agosto                       | Envigado                          | 1 - 1                             | Real Cartagena                    |
| 7 de agosto                       | Bucaramanga                       | 2 - 0                             | Quindío                           |
| 7 de agosto                       | Deportivo Cali                    | 2 - 2                             | Pasto                             |
| 7 de agosto                       | Unión Magdalena                   | 1 - 1                             | Santa Fe                          |
| 7 de agosto                       | Atlético Nacional                 | 2 - 1                             | Once Caldas                       |

| Fecha 7 - 13 y 14 de agosto de 2005 | Fecha 7 - 13 y 14 de agosto de 2005 | Fecha 7 - 13 y 14 de agosto de 2005 | Fecha 7 - 13 y 14 de agosto de 2005 |
| Fecha                               | Equipo local                        | Resultado                           | Equipo visitante                    |
| ----------------------------------- | ----------------------------------- | ----------------------------------- | ----------------------------------- |
| 13 de agosto                        | Tolima                              | 1 - 1                               | Atlético Nacional                   |
| 14 de agosto                        | Once Caldas                         | 4 - 0                               | Unión Magdalena                     |
| 14 de agosto                        | Santa Fe                            | 1 - 3                               | Deportivo Cali                      |
| 14 de agosto                        | Pasto                               | 1 - 0                               | Bucaramanga                         |
| 14 de agosto                        | Quindío                             | 2 - 0                               | Envigado                            |
| 14 de agosto                        | Real Cartagena                      | 2 - 1                               | Boyacá Chicó                        |
| 14 de agosto                        | América de Cali                     | 2 - 1                               | Huila                               |
| 14 de agosto                        | Junior                              | 4 - 3                               | Millonarios                         |
| 14 de agosto                        | Medellín                            | 2 - 0                               | Pereira                             |

| Fecha 8 - 20 y 21 de agosto de 2005 | Fecha 8 - 20 y 21 de agosto de 2005 | Fecha 8 - 20 y 21 de agosto de 2005 | Fecha 8 - 20 y 21 de agosto de 2005 |
| Fecha                               | Equipo local                        | Resultado                           | Equipo visitante                    |
| ----------------------------------- | ----------------------------------- | ----------------------------------- | ----------------------------------- |
| 20 de agosto                        | Deportivo Cali                      | 3 - 0                               | Once Caldas                         |
| 21 de agosto                        | Medellín                            | 0 - 2                               | Tolima                              |
| 21 de agosto                        | Pereira                             | 2 - 1                               | Junior                              |
| 21 de agosto                        | Huila                               | 2 - 2                               | Real Cartagena                      |
| 21 de agosto                        | Boyacá Chicó                        | 0 - 2                               | Quindío                             |
| 21 de agosto                        | Bucaramanga                         | 3 - 0                               | Santa Fe                            |
| 21 de agosto                        | Unión Magdalena                     | 2 - 2                               | Atlético Nacional                   |
| 21 de agosto                        | Millonarios                         | 0 - 1                               | América de Cali                     |
| 21 de agosto                        | Envigado                            | 2 - 0                               | Pasto                               |

| Fecha 9 - 28 de agosto de 2005 | Fecha 9 - 28 de agosto de 2005 | Fecha 9 - 28 de agosto de 2005 | Fecha 9 - 28 de agosto de 2005 |
| Fecha                          | Equipo local                   | Resultado                      | Equipo visitante               |
| ------------------------------ | ------------------------------ | ------------------------------ | ------------------------------ |
| 28 de agosto                   | Boyacá Chicó                   | 0 - 2                          | Pasto                          |
| 28 de agosto                   | Once Caldas                    | 3 - 3                          | Pereira                        |
| 28 de agosto                   | Santa Fe                       | 1 - 0                          | Millonarios                    |
| 28 de agosto                   | Atlético Nacional              | 3 - 2                          | Medellín                       |
| 28 de agosto                   | Unión Magdalena                | 1 - 2                          | Junior                         |
| 28 de agosto                   | Bucaramanga                    | 2 - 1                          | Real Cartagena                 |
| 28 de agosto                   | Deportivo Cali                 | 1 - 2                          | América de Cali                |
| 28 de agosto                   | Envigado                       | 2 - 1                          | Quindío                        |
| 28 de agosto                   | Huila                          | 2 - 1                          | Tolima                         |

| Fecha 10 - 10 y 11 de septiembre de 2005 | Fecha 10 - 10 y 11 de septiembre de 2005 | Fecha 10 - 10 y 11 de septiembre de 2005 | Fecha 10 - 10 y 11 de septiembre de 2005 |
| Fecha                                    | Equipo local                             | Resultado                                | Equipo visitante                         |
| ---------------------------------------- | ---------------------------------------- | ---------------------------------------- | ---------------------------------------- |
| 10 de septiembre                         | América de Cali                          | 0 - 1                                    | Pereira                                  |
| 11 de septiembre                         | Tolima                                   | 1 - 1                                    | Unión Magdalena                          |
| 11 de septiembre                         | Atlético Nacional                        | 5 - 0                                    | Deportivo Cali                           |
| 11 de septiembre                         | Santa Fe                                 | 0 - 0                                    | Envigado                                 |
| 11 de septiembre                         | Pasto                                    | 1 - 1                                    | Boyacá Chicó                             |
| 11 de septiembre                         | Quindío                                  | 0 - 1                                    | Huila                                    |
| 11 de septiembre                         | Real Cartagena                           | 3 - 1                                    | Millonarios                              |
| 11 de septiembre                         | Junior                                   | 2 - 3                                    | Medellín                                 |
| 11 de septiembre                         | Once Caldas                              | 0 - 0                                    | Bucaramanga                              |

| Fecha 11 - 17 y 18 de septiembre de 2005 | Fecha 11 - 17 y 18 de septiembre de 2005 | Fecha 11 - 17 y 18 de septiembre de 2005 | Fecha 11 - 17 y 18 de septiembre de 2005 |
| Fecha                                    | Equipo local                             | Resultado                                | Equipo visitante                         |
| ---------------------------------------- | ---------------------------------------- | ---------------------------------------- | ---------------------------------------- |
| 17 de septiembre                         | Bucaramanga                              | 2 - 1                                    | Atlético Nacional                        |
| 18 de septiembre                         | Junior                                   | 1 - 0                                    | Tolima                                   |
| 18 de septiembre                         | Medellín                                 | 3 - 1                                    | América de Cali                          |
| 18 de septiembre                         | Pereira                                  | 1 - 0                                    | Real Cartagena                           |
| 18 de septiembre                         | Millonarios                              | 1 - 0                                    | Quindío                                  |
| 18 de septiembre                         | Huila                                    | 0 - 4                                    | Pasto                                    |
| 18 de septiembre                         | Boyacá Chicó                             | 0 - 1                                    | Santa Fe                                 |
| 18 de septiembre                         | Envigado                                 | 1 - 2                                    | Once Caldas                              |
| 18 de septiembre                         | Deportivo Cali                           | 4 - 2                                    | Unión Magdalena                          |

| Fecha 12 - 24 y 25 de septiembre de 2005 | Fecha 12 - 24 y 25 de septiembre de 2005 | Fecha 12 - 24 y 25 de septiembre de 2005 | Fecha 12 - 24 y 25 de septiembre de 2005 |
| Fecha                                    | Equipo local                             | Resultado                                | Equipo visitante                         |
| ---------------------------------------- | ---------------------------------------- | ---------------------------------------- | ---------------------------------------- |
| 24 de septiembre                         | Real Cartagena                           | 1 - 3                                    | Medellín                                 |
| 25 de septiembre                         | Tolima                                   | 2 - 0                                    | Deportivo Cali                           |
| 25 de septiembre                         | Unión Magdalena                          | 0 - 2                                    | Bucaramanga                              |
| 25 de septiembre                         | Atlético Nacional                        | 1 - 0                                    | Envigado                                 |
| 25 de septiembre                         | Once Caldas                              | 2 - 1                                    | Boyacá Chicó                             |
| 25 de septiembre                         | Santa Fe                                 | 1 - 0                                    | Huila                                    |
| 25 de septiembre                         | Pasto                                    | 1 - 0                                    | Millonarios                              |
| 25 de septiembre                         | Quindío                                  | 3 - 2                                    | Pereira                                  |
| 25 de septiembre                         | América de Cali                          | 4 - 1                                    | Junior                                   |

| Fecha 13 - 1 y 2 de octubre de 2005 | Fecha 13 - 1 y 2 de octubre de 2005 | Fecha 13 - 1 y 2 de octubre de 2005 | Fecha 13 - 1 y 2 de octubre de 2005 |
| Fecha                               | Equipo local                        | Resultado                           | Equipo visitante                    |
| ----------------------------------- | ----------------------------------- | ----------------------------------- | ----------------------------------- |
| 1 de octubre                        | Millonarios                         | 1 - 3                               | Santa Fe                            |
| 2 de octubre                        | Junior                              | 0 - 0                               | Real Cartagena                      |
| 2 de octubre                        | Bucaramanga                         | 1 - 1                               | Deportivo Cali                      |
| 2 de octubre                        | América de Cali                     | 0 - 2                               | Tolima                              |
| 2 de octubre                        | Medellín                            | 4 - 0                               | Quindío                             |
| 2 de octubre                        | Pereira                             | 5 - 3                               | Pasto                               |
| 2 de octubre                        | Huila                               | 3 - 3                               | Once Caldas                         |
| 2 de octubre                        | Boyacá Chicó                        | 0 - 0                               | Atlético Nacional                   |
| 2 de octubre                        | Envigado                            | 2 - 1                               | Unión Magdalena                     |

| Fecha 14 - 15 y 16 de octubre de 2005 | Fecha 14 - 15 y 16 de octubre de 2005 | Fecha 14 - 15 y 16 de octubre de 2005 | Fecha 14 - 15 y 16 de octubre de 2005 |
| Fecha                                 | Equipo local                          | Resultado                             | Equipo visitante                      |
| ------------------------------------- | ------------------------------------- | ------------------------------------- | ------------------------------------- |
| 15 de octubre                         | Real Cartagena                        | 2 - 1                                 | América de Cali                       |
| 16 de octubre                         | Tolima                                | 1 - 0                                 | Bucaramanga                           |
| 16 de octubre                         | Deportivo Cali                        | 1 - 1                                 | Envigado                              |
| 16 de octubre                         | Unión Magdalena                       | 2 - 2                                 | Boyacá Chicó                          |
| 16 de octubre                         | Atlético Nacional                     | 1 - 2                                 | Huila                                 |
| 16 de octubre                         | Once Caldas                           | 2 - 1                                 | Millonarios                           |
| 16 de octubre                         | Santa Fe                              | 4 - 2                                 | Pereira                               |
| 16 de octubre                         | Pasto                                 | 0 - 1                                 | Medellín                              |
| 16 de octubre                         | Quindío                               | 3 - 1                                 | Junior                                |

| Fecha 15 - 19 de octubre de 2005 | Fecha 15 - 19 de octubre de 2005 | Fecha 15 - 19 de octubre de 2005 | Fecha 15 - 19 de octubre de 2005 |
| Fecha                            | Equipo local                     | Resultado                        | Equipo visitante                 |
| -------------------------------- | -------------------------------- | -------------------------------- | -------------------------------- |
| 19 de octubre                    | Real Cartagena                   | 2 - 1                            | Tolima                           |
| 19 de octubre                    | América de Cali                  | 2 - 2                            | Quindío                          |
| 19 de octubre                    | Junior                           | 1 - 0                            | Pasto                            |
| 19 de octubre                    | Huila                            | 0 - 0                            | Unión Magdalena                  |
| 19 de octubre                    | Medellín                         | 1 - 0                            | Santa Fe                         |
| 19 de octubre                    | Pereira                          | 0 - 2                            | Once Caldas                      |
| 19 de octubre                    | Millonarios                      | 0 - 0                            | Atlético Nacional                |
| 19 de octubre                    | Boyacá Chicó                     | 0 - 0                            | Deportivo Cali                   |
| 19 de octubre                    | Envigado                         | 2 - 2                            | Bucaramanga                      |

| Fecha 16 - 22 y 23 de octubre de 2005 | Fecha 16 - 22 y 23 de octubre de 2005 | Fecha 16 - 22 y 23 de octubre de 2005 | Fecha 16 - 22 y 23 de octubre de 2005 |
| Fecha                                 | Equipo local                          | Resultado                             | Equipo visitante                      |
| ------------------------------------- | ------------------------------------- | ------------------------------------- | ------------------------------------- |
| 22 de octubre                         | Santa Fe                              | 1 - 0                                 | Junior                                |
| 23 de octubre                         | Tolima                                | 4 - 1                                 | Envigado                              |
| 23 de octubre                         | Bucaramanga                           | 1 - 1                                 | Boyacá Chicó                          |
| 23 de octubre                         | Deportivo Cali                        | 2 - 0                                 | Huila                                 |
| 23 de octubre                         | Unión Magdalena                       | 1 - 1                                 | Millonarios                           |
| 23 de octubre                         | Atlético Nacional                     | 0 - 0                                 | Pereira                               |
| 23 de octubre                         | Once Caldas                           | 3 - 0                                 | Medellín                              |
| 23 de octubre                         | Pasto                                 | 2 - 0                                 | América de Cali                       |
| 23 de octubre                         | Quindío                               | 1 - 0                                 | Real Cartagena                        |

| Fecha 17 - 29 y 30 de octubre de 2005 | Fecha 17 - 29 y 30 de octubre de 2005 | Fecha 17 - 29 y 30 de octubre de 2005 | Fecha 17 - 29 y 30 de octubre de 2005 |
| Fecha                                 | Equipo local                          | Resultado                             | Equipo visitante                      |
| ------------------------------------- | ------------------------------------- | ------------------------------------- | ------------------------------------- |
| 29 de octubre                         | América de Cali                       | 2 - 2                                 | Santa Fe                              |
| 30 de octubre                         | Boyacá Chicó                          | 1 - 0                                 | Envigado                              |
| 30 de octubre                         | Huila                                 | 0 - 3                                 | Bucaramanga                           |
| 30 de octubre                         | Junior                                | 1 - 0                                 | Once Caldas                           |
| 30 de octubre                         | Medellín                              | 1 - 1                                 | Atlético Nacional                     |
| 30 de octubre                         | Millonarios                           | 1 - 2                                 | Deportivo Cali                        |
| 30 de octubre                         | Pereira                               | 3 - 0                                 | Unión Magdalena                       |
| 30 de octubre                         | Quindío                               | 1 - 0                                 | Tolima                                |
| 30 de octubre                         | Real Cartagena                        | 1 - 0                                 | Pasto                                 |

| Fecha 18 - 6 de noviembre de 2005 | Fecha 18 - 6 de noviembre de 2005 | Fecha 18 - 6 de noviembre de 2005 | Fecha 18 - 6 de noviembre de 2005 |
| Fecha                             | Equipo local                      | Resultado                         | Equipo visitante                  |
| --------------------------------- | --------------------------------- | --------------------------------- | --------------------------------- |
| 6 de noviembre                    | Tolima                            | 1 - 1                             | Boyacá Chicó                      |
| 6 de noviembre                    | Envigado                          | 1 - 1                             | Huila                             |
| 6 de noviembre                    | Bucaramanga                       | 2 - 2                             | Millonarios                       |
| 6 de noviembre                    | Deportivo Cali                    | 3 - 0                             | Pereira                           |
| 6 de noviembre                    | Unión Magdalena                   | 0 - 2                             | Medellín                          |
| 6 de noviembre                    | Once Caldas                       | 1 - 0                             | América de Cali                   |
| 6 de noviembre                    | Atlético Nacional                 | 0 - 1                             | Junior                            |
| 6 de noviembre                    | Santa Fe                          | 1 - 0                             | Real Cartagena                    |
| 6 de noviembre                    | Pasto                             | 1 - 0                             | Quindío                           |

## Cuadrangulares semifinales
La segunda fase del Torneo Finalización 2005 consiste en los cuadrangulares semifinales. Estos los disputan los ocho mejores equipos del torneo distribuidos en dos grupos de cuatro equipos divididos en pares e impares. Los ganadores de cada grupo se enfrentan en la gran final para definir al campeón.

### Grupo A
| R   | Pos | Equipo          | Pts | PJ | PG | PE | PP | GF | GC | Dif |
| --- | --- | --------------- | --- | -- | -- | -- | -- | -- | -- | --- |
| (1) | 1.  | Deportivo Cali  | 11  | 6  | 3  | 2  | 1  | 10 | 6  | 4   |
| (5) | 2.  | Junior          | 10  | 6  | 3  | 1  | 2  | 7  | 8  | -1  |
| (7) | 3.  | Once Caldas     | 6   | 6  | 2  | 0  | 4  | 7  | 9  | -2  |
| (3) | 4.  | América de Cali | 6   | 6  | 1  | 3  | 2  | 8  | 9  | -1  |

 R=Clasificación en la fase de todos contra todos; Pts=Puntos; PJ=Partidos jugados; G=Partidos ganados; E=Partidos empatados; P=Partidos perdidos; GF=Goles a favor; GC=Goles en contra; DIF=Diferencia de gol
| Fecha 1 - 12 y 13 de noviembre de 2005 | Fecha 1 - 12 y 13 de noviembre de 2005 | Fecha 1 - 12 y 13 de noviembre de 2005 |
| Equipo local                           | Resultado                              | Equipo visitante                       |
| -------------------------------------- | -------------------------------------- | -------------------------------------- |
| América de Cali                        | 1 - 1                                  | Junior                                 |
| Once Caldas                            | 0 - 1                                  | Deportivo Cali                         |

| Fecha 2 - 16 y 17 de noviembre de 2005 | Fecha 2 - 16 y 17 de noviembre de 2005 | Fecha 2 - 16 y 17 de noviembre de 2005 |
| Equipo local                           | Resultado                              | Equipo visitante                       |
| -------------------------------------- | -------------------------------------- | -------------------------------------- |
| Junior                                 | 1 - 0                                  | Once Caldas                            |
| Deportivo Cali                         | 0 - 0                                  | América de Cali                        |

| Fecha 3 - 20 de noviembre de 2005 | Fecha 3 - 20 de noviembre de 2005 | Fecha 3 - 20 de noviembre de 2005 |
| Equipo local                      | Resultado                         | Equipo visitante                  |
| --------------------------------- | --------------------------------- | --------------------------------- |
| Once Caldas                       | 2 - 1                             | América de Cali                   |
| Deportivo Cali                    | 2 - 0                             | Junior                            |

| Fecha 4 - 26 y 27 de noviembre de 2005 | Fecha 4 - 26 y 27 de noviembre de 2005 | Fecha 4 - 26 y 27 de noviembre de 2005 |
| Equipo local                           | Resultado                              | Equipo visitante                       |
| -------------------------------------- | -------------------------------------- | -------------------------------------- |
| Junior                                 | 3 - 2                                  | Deportivo Cali                         |
| América de Cali                        | 3 - 2                                  | Once Caldas                            |

| Fecha 5 - 4 de diciembre de 2005 | Fecha 5 - 4 de diciembre de 2005 | Fecha 5 - 4 de diciembre de 2005 |
| Equipo local                     | Resultado                        | Equipo visitante                 |
| -------------------------------- | -------------------------------- | -------------------------------- |
| América de Cali                  | 2 - 2                            | Deportivo Cali                   |
| Once Caldas                      | 2 - 0                            | Junior                           |

| Fecha 6 - 11 de diciembre de 2005 | Fecha 6 - 11 de diciembre de 2005 | Fecha 6 - 11 de diciembre de 2005 |
| Equipo local                      | Resultado                         | Equipo visitante                  |
| --------------------------------- | --------------------------------- | --------------------------------- |
| Deportivo Cali                    | 3 - 1                             | Once Caldas                       |
| Junior                            | 2 - 1                             | América de Cali                   |

### Grupo B
| R   | Pos | Equipo                 | Pts | PJ | PG | PE | PP | GF | GC | Dif |
| --- | --- | ---------------------- | --- | -- | -- | -- | -- | -- | -- | --- |
| (6) | 1.  | Real Cartagena         | 10  | 6  | 3  | 1  | 2  | 9  | 6  | 3   |
| (2) | 2.  | Independiente Medellín | 10  | 6  | 3  | 1  | 2  | 9  | 7  | 2   |
| (8) | 3.  | Independiente Santa Fe | 8   | 6  | 2  | 2  | 2  | 6  | 8  | -2  |
| (4) | 4.  | Deportivo Pereira      | 6   | 6  | 2  | 0  | 4  | 8  | 11 | -3  |

 R=Clasificación en la fase de todos contra todos; Pts=Puntos; PJ=Partidos jugados; G=Partidos ganados; E=Partidos empatados; P=Partidos perdidos; GF=Goles a favor; GC=Goles en contra; DIF=Diferencia de gol
| Fecha 1 - 13 de noviembre de 2005 | Fecha 1 - 13 de noviembre de 2005 | Fecha 1 - 13 de noviembre de 2005 |
| Equipo local                      | Resultado                         | Equipo visitante                  |
| --------------------------------- | --------------------------------- | --------------------------------- |
| Medellín                          | 2 - 1                             | Pereira                           |
| Santa Fe                          | 1 - 1                             | Cartagena                         |

| Fecha 2 - 16 de noviembre de 2005 | Fecha 2 - 16 de noviembre de 2005 | Fecha 2 - 16 de noviembre de 2005 |
| Equipo local                      | Resultado                         | Equipo visitante                  |
| --------------------------------- | --------------------------------- | --------------------------------- |
| Pereira                           | 1 - 0                             | Santa Fe                          |
| Cartagena                         | 1 - 0                             | Medellín                          |

| Fecha 3 - 19 y 20 de noviembre de 2005 | Fecha 3 - 19 y 20 de noviembre de 2005 | Fecha 3 - 19 y 20 de noviembre de 2005 |
| Equipo local                           | Resultado                              | Equipo visitante                       |
| -------------------------------------- | -------------------------------------- | -------------------------------------- |
| Medellín                               | 0 - 2                                  | Santa Fe                               |
| Pereira                                | 1 - 0                                  | Cartagena                              |

| Fecha 4 - 27 de noviembre de 2005 | Fecha 4 - 27 de noviembre de 2005 | Fecha 4 - 27 de noviembre de 2005 |
| Equipo local                      | Resultado                         | Equipo visitante                  |
| --------------------------------- | --------------------------------- | --------------------------------- |
| Cartagena                         | 3 - 2                             | Pereira                           |
| Santa Fe                          | 1 - 1                             | Medellín                          |

| Fecha 5 - 4 de diciembre de 2005 | Fecha 5 - 4 de diciembre de 2005 | Fecha 5 - 4 de diciembre de 2005 |
| Equipo local                     | Resultado                        | Equipo visitante                 |
| -------------------------------- | -------------------------------- | -------------------------------- |
| Santa Fe                         | 2 - 1                            | Pereira                          |
| Medellín                         | 2 - 0                            | Cartagena                        |

| Fecha 6 - 11 de diciembre de 2005 | Fecha 6 - 11 de diciembre de 2005 | Fecha 6 - 11 de diciembre de 2005 |
| Equipo local                      | Resultado                         | Equipo visitante                  |
| --------------------------------- | --------------------------------- | --------------------------------- |
| Pereira                           | 2 - 4                             | Medellín                          |
| Cartagena                         | 4 - 0                             | Santa Fe                          |

## Final
| Fecha                                                       | Ciudad    | Equipo local   | Resultado | Equipo visitante |
| ----------------------------------------------------------- | --------- | -------------- | --------- | ---------------- |
| 14 de diciembre                                             | Cartagena | Real Cartagena | 0 - 2     | Deportivo Cali   |
| 18 de diciembre                                             | Cali      | Deportivo Cali | 1 - 0     | Real Cartagena   |
| Deportivo Cali es el campeón con el marcador global de 3-0. |           |                |           |                  |

|                                   |
| Bandera de Colombia               |
| Campeón Deportivo Cali 8.º título |

## Goleadores
| Jugador                 | Equipo            | Goles |
| ----------------------- | ----------------- | ----- |
| Hugo Rodallega          | Deportivo Cali    | 12    |
| Jámerson Rentería       | Real Cartagena    | 12    |
| Blas Pérez              | Deportivo Cali    | 9     |
| Jorge Díaz              | Atlético Huila    | 9     |
| Víctor Hugo Aristizábal | Atlético Nacional | 9     |

## Cambios de categoría
| Ascendido a la Primera A | Descendido a la Primera B |
| ------------------------ | ------------------------- |
| Cúcuta Deportivo         | Unión Magdalena           |